# Budd Dwyer
Robert Budd Dwyer (St. Charles, Misuri, 21 de noviembre de 1939-Harrisburg, Pensilvania, 22 de enero de 1987) fue un político estadounidense que se desempeñó como el 70.º tesorero de Pensilvania desde 1981, hasta su muerte en 1987. Anteriormente, fue miembro republicano de la Cámara de Representantes de Pensilvania (1965-1971) y miembro del Senado de Pensilvania (1971-1981), representando al distrito 50 del estado. En 1987, Dwyer se suicidó durante una conferencia de prensa trasmitida por televisión en directo.
A principios de la década de 1980, Pensilvania descubrió que sus trabajadores estatales habían pagado impuestos federales en exceso debido a errores en las retenciones estatales antes de la administración de Dwyer. Se requirió un contrato de recuperación multimillonario para determinar la compensación que se otorgaría a cada empleado. En 1986, Dwyer fue declarado culpable de aceptar un soborno de Computer Technology Associates, una empresa con sede en California para adjudicarles el contrato. Fue declarado culpable de 11 cargos de conspiración, fraude postal, perjurio y transporte interestatal para ayudar al crimen organizado, y su sentencia estaba prevista para el 23 de enero de 1987. El 22 de enero, Dwyer convocó a una conferencia de prensa en el Capitolio del Estado de Pensilvania en Harrisburg, durante la cual se disparó mortalmente con un revólver .357 Magnum frente a los periodistas. El suicidio de Dwyer se retransmitió ese mismo día a una amplia audiencia televisiva en todo Pensilvania.
Todas las apelaciones póstumas presentadas por los abogados de Dwyer en su favor fueron denegadas y sus condenas fueron confirmadas. Junto con Barbara Hafer y Rob McCord, Dwyer es uno de los tres extesoreros del estado de Pensilvania condenados por corrupción desde la década de 1980.

## Carrera profesional
Dwyer se graduó en el Allegheny College en Meadville, Pensilvania. Siguió estudiando para obtener su maestría en educación y enseñanza social y dirigió al equipo de fútbol americano en la secundaria Cambridge Springs. Como republicano, Dwyer fungió como miembro del parlamento de Pensilvania desde 1965 hasta 1970, en el Senado del mismo estado de 1970 a 1980 y como tesorero estatal desde 1980 hasta su muerte.

## Controversia y condena
Durante los primeros años de la década de 1980, empleados del estado de Pensilvania sobrepagaron millones de dólares en impuestos. Como resultado, el Estado comenzó a solicitar ofertas para la tarea de hacer cálculos e indemnizar a cada empleado.
Una empresa, la Computer Technology Associates, cuyo dueño era John Torquato Jr., usó sus contactos en el área de Harrisburg y una serie de sobornos para obtener el contrato con valor de $4,6 millones de dólares. Un memorándum anónimo que llegó a la oficina del gobernador describía el cohecho que había tenido lugar. 
A finales de 1986, Dwyer fue acusado de haber aceptado un soborno de $300 000 dólares. Una petición les fue hecha a Torquato y William Smith (abogado de Torquato) así como también a la esposa de Smith, que les exigía testificar en contra de Dwyer. Esto, combinado con la negativa del gobierno para nombrar a cómplices inculpados en el caso, dificultó a Dwyer su defensa. Durante este tiempo, el procurador de distrito de los Estados Unidos ofreció a Dwyer una oferta que implicaba una sentencia de un máximo de 5 años, a cambio de una petición por escrito de culpabilidad, dimisión y cooperación en la investigación. Dwyer rechazó la oferta, y más tarde fue declarado culpable pero continuó profesando vehemente su inocencia. Bajo la ley estatal, Dwyer seguiría sirviendo como tesorero oficial hasta su sentencia, que posiblemente sería de 55 años en prisión y una multa de $300 000 dólares.

## Suicidio público
El 22 de enero de 1987, un día antes de su sentencia, Dwyer convocó a una conferencia de prensa para «proporcionar una actualización sobre la situación». Muchos esperaban que Dwyer anunciara su renuncia al cargo.
En la conferencia, Dwyer, agitado y nervioso, declaró nuevamente su inocencia y afirmó que no renunciaría como tesorero estatal. Estas fueron sus últimas palabras:

Agradezco a Dios por haberme dado 47 años de apasionantes retos, vivencias estimulantes, muchas ocasiones felices, y sobre todo, la excelente esposa e hijos que cualquier hombre pudiese desear.
Ahora mi vida ha cambiado, sin razón aparente. Las personas que me han llamado y escrito están molestas y se sienten impotentes. Ellos saben que soy inocente y desean ayudar. Pero en esta nación, la más grande democracia del mundo, no hay nada que puedan hacer para prevenir que me castiguen por un crimen que no he cometido.
El juez Muir es conocido por sus sentencias medievales. Me enfrento a una sentencia máxima de 55 años en prisión y una multa de $300 000 por ser inocente. El juez Muir dijo a la prensa «me sentí revigorizado», cuando me consideraron culpable y que planea encarcelarme como un desestímulo hacia otros funcionarios públicos. Pero no seré un factor disuasivo porque cada funcionario público que me conoce sabe que soy inocente; no será un castigo legítimo porque no he hecho nada malo. Ya que soy víctima de una persecución política, mi prisión simplemente será un gulag americano.
Pido a aquellos que creen en mí, que continúen manteniendo la amistad y recen por mi familia, para trabajar incansablemente por la creación de un genuino sistema de justicia en los Estados Unidos, y proseguir con los esfuerzos de exonerarme, para que mi familia y su futura parentela no sean manchados por esta injusticia que ha sido perpetrada contra mi persona.
Confiamos que la razón y la verdad se impondrán y seré absuelto dedicando el resto de nuestras vidas en crear un sistema de justicia aquí en los Estados Unidos. El veredicto de culpable ha fortalecido esa decisión.

En ese momento, Dwyer paró de leer su texto preparado y llamó a tres de sus colaboradores, dándole a cada uno un sobre. Uno de los cuales contenía una nota de suicidio para su esposa, un segundo sobre tenía una cédula de donación de órganos y otros materiales relacionados, y el tercer sobre incluía una carta para el gobernador de Pensilvania Bob Casey, quien había asumido el cargo dos días antes.
Después de repartir los sobres, Dwyer abrió un cuarto sobre y sacó un revólver .357 Magnum, aconsejando a los presentes: «Por favor, abandonen la habitación si esto los agravia», mientras la concurrencia le gritaba a Dwyer, suplicándole que bajara el arma. Algunos trataron de acercársele. «Retrocedan, o esta cosa lastimará a alguien», advirtió. Tras esto, Budd apuntándose al paladar, se disparó y murió en el acto.

## Repercusiones
Numerosas estaciones televisivas en toda Pensilvania transmitieron el suicidio de Dwyer en directo. Debido a una gran tormenta de nieve en Pensilvania ese día, muchos escolares que permanecieron en casa presenciaron el evento por televisión. Durante las siguientes horas, los redactores de noticias debieron decidir hasta qué punto mostrar las imágenes o editar la secuencia para la teledifusión del noticiario nocturno. El caso de Dwyer se volvió un ejemplo muy socorrido por catedráticos de periodismo, para demostrar que los redactores de noticias, especialmente en el medio televisivo, deben estar preparados para tomar decisiones instantáneas, sopesando el impacto psicológico sobre el espectador y la necesidad de competir con otros medios de comunicación.
Luego de su muerte, su viuda Joanne estuvo capacitada para acopiar los beneficios de compensación, que totalizaban más de $1,28 millones de dólares. Un portavoz de Dwyer, inmediatamente después del suicidio, insinuó que Dwyer pudo haberse inmolado a fin de retener la pensión estatal para su familia, la cual hubiera quedado en la ruina por los costes de la defensa legal o la multa.

## Cultura popular
- A finales de la década de 1980, estudiantes de varias universidades de Pensilvania se pasaron entre sí monedas con orificios taladrados en el centro, como referencia conmemorativa a Budd Dwyer.
- Durante una breve puesta en escena del filme Bowling for Columbine, de Michael Moore, hay una secuencia que muestra el suicidio de Dwyer.
- Por algún tiempo existió un sitio web llamado "The Budd Dwyer Suicide Fan Club" (en 2010 ya no existía), que regalaba camisetas a cualquier persona que enviara una foto de sí mismo con un arma en su cabeza.[cita requerida]
- La famosa serie de películas mondo Traces of Death contiene en su totalidad la rueda de prensa sin cortes del suicidio de Dwyer.
- El juego de rol Cyberpunk v.3 presenta un mundo donde los archivos electrónicos del pasado han sido alterados por maliciosos hackers, como resultado la gente ya no sabe lo que sucedió en eventos recientes y por ejemplo, las grabaciones del suicidio de Dwyer y la renuncia de Richard Nixon han sido combinadas al punto de que muchas personas erróneamente creen que Nixon, y no Dwyer, se suicidó frente a las cámaras.
- El 9 de octubre de 2010, el director de cine James Dirschberger estrenó un documental llamado "Honest Man: The Life of R. Budd Dwyer", el cual narra la historia del escándalo de la "Computer Technology Associates (CTA)", empresa en la cual R. Budd Dwyer trabajaba como tesorero al momento de conocerse el desfalco económico en 1986 y por el cual se le condenó a ir a la cárcel. Los testimonios narrados en el documental son una nueva pieza clave para darle otra mirada al penoso suicidio público que llevó a cabo R. Budd Dwyer la mañana del 22 de enero de 1987. William T. Smith, quien fue la última persona que testificó en contra de R. Budd Dwyer durante el juicio en 1986, revela en el documental la siguiente información: "Di falso testimonio bajo juramento durante el juicio en 1986, por lo tanto, me atribuyo el suicidio y muerte de R. Budd Dwyer". El documental fue proyectado en distintos festivales de cine, en los cuales recibió críticas positivas, siendo "Carmel Art & Film Festival" en California el festival de mayor reconocimiento. El 7 de diciembre de 2010, "Honest Man: The Life of R. Budd Dwyer" fue editado en DVD y emitido por la cadena de televisión pública del estado de Pensilvania, de donde era originario R. Budd Dwyer.

### Música
- En 1988, el grupo musical Rapeman sacó a la venta un EP llamado "Budd".
- La banda californiana Neurosis usó una imagen del suicidio de Dwyer para la cubierta de su disco "Pain of Mind".
- En 1995, la banda de rock Filter tuvo éxito con la canción "Hey Man, Nice Shot", la cual, aunque no menciona directamente a Dwyer, estuvo "inspirada" en el suicidio de este, según los miembros de la banda.
- El grupo de rock Faith No More grabó una canción denominada "The World Is Yours", en la cual el vocalista Mike Patton canta la frase 'This will hurt someone', que son las últimas palabras de Budd Dwyer.
- La canción de Marilyn Manson "Get Your Gunn" contiene muestras de audio de Budd Dwyer diciendo "This will hurt someone".
- En 2006, el dúo de rap Brain Trauma sacó el álbum "The Budd Dwyer Effect".
- La canción "You Did It" del rapero neoyorquino Necro contiene muestras de audio del suicidio de Budd Dwyer.
- En la canción de Kreator "Karmic Wheel" se oye el audio del suicidio de Budd Dwyer.
- El 2013 la banda de deathcore estadounidense Fit for an Autopsy lanza en su disco Hellbound la canción llamada "Thank You Budd Dwyer", donde cantan la frase 'This will hurt someone', que son sus últimas palabras.
- En 2014, el dúo de rap $uicideboy$ sacó un EP titulado Kill Yourself Part III: The Budd Dwyer Saga. Asimismo, usaron la fotografía de este con la pistola en la boca como portada del EP.
- En 1999, el artista Venetian Snares incluyó en su disco "Greg Hates Car Culture" la canción "Eating America With Pointed Dentures" la cual usa un Sample del audio del suicidio de Budd Dwyer.
- En 1999, la banda CKY publicó el álbum Volumen 1, con representación artística del suicidio de Dwyer en la portada. Cuando la banda firmó con Volcom, la portada del álbum se modificó porque el sello consideró que la imagen era demasiado ofensiva.